# Hyllisia flavomarmorata
Hyllisia flavomarmorata là một loài bọ cánh cứng trong họ Cerambycidae.